# Thaiphantes milneri
Thaiphantes milneri är en spindelart som beskrevs av Alfred Frank Millidge 1995. Thaiphantes milneri ingår i släktet Thaiphantes och familjen täckvävarspindlar.
Artens utbredningsområde är Thailand. Inga underarter finns listade i Catalogue of Life.